# Yachting Monthly
Yachting Monthly ist ein britisches Monatsmagazin für Segler. Herausgeber ist IPC Media.
Das Magazin erschien erstmals 1906. Der Manchester Guardian beschrieb bereits die erste Ausgabe als „ein substantielles und gut bebildertes Magazin, das tatsächlich etwas Lesenswertes enthält“.
Seit 1983 enthält das Magazin die beliebte Kolumne „Confessions“ (deutsch: Beichten), die sich der damalige Chefredakteur Des Sleightholme ausgedacht hatte. Darin erleichtern „Yachties“ ihr Gewissen und beichten ihre größten Peinlichkeiten, illustriert mit Karikaturen von Mike Peyton. Diese Segelbeichten sind auch als gebundene Büchlein herausgegeben worden.
Aufsehen erregt hat 2011/12 auch die Testreihe mit der als „Crashtest-Boot“ bekannt gewordenen Fizzical. Die Segelyacht wurde als Versuchsobjekt für die Abwehr von Havarien systematisch zerstört.